# Rio Grande
Rio Grande (španělsky Río Bravo del Norte) je veletok na jihozápadě Severní Ameriky v USA (státy Colorado, Nové Mexiko, Texas) a Mexiku (státy Chihuahua, Coahuila, Tamaulipas), přičemž na středním a dolním toku od města El Paso je řekou hraniční. Je 2880 km dlouhá. Povodí má rozlohu 570 000 km².

## Průběh toku
Pramení v horách San Juan v systému Skalnatých hor. Protéká převážně přes suchou planinu místy v úzkých kaňonech.
Vlévá se do Mexického zálivu Atlantského oceánu, v zálivu při ústí řeky se nachází Padre Island, nejdelší bariérový ostrov na světě.

## Vodní režim
Nejvodnější je od září do listopadu, kdy dochází k silným povodním. V létě na oddělených úsecích téměř vysychá. Průměrný průtok vody činí 570 m³/s. K ústí nedotékají necelá tři procenta vody v důsledku zavlažování.

## Využití
Na základě dohody mezi USA a Mexikem byly na řece postaveny přehrady za účelem zavlažování a zisku vodní energie. Jsou to Elephant Butte ve vzdálenosti 150 km nad El Pasem a Falcon Dam ve vzdálenosti 110 km pod Laredem.

### Osídlení
Na řece leží města Albuquerque, El Paso, Laredo (USA), Ciudad Juárez, Nuevo Laredo (Mexiko).